# Бієлий Вир
43°00′ пн. ш. 17°39′ сх. д. / 43.00° пн. ш. 17.65° сх. д.
Бієлий Вир (хорв. Bijeli Vir) — населений пункт у Хорватії, у Дубровницько-Неретванській жупанії у складі громади Зажаблє.

## Населення
Населення за даними перепису 2011 року становило 292 осіб.
Динаміка чисельності населення поселення: